# Them (by)
 For alternative betydninger, se Them. (Se også artikler, som begynder med Them)
Them er en by med 2.448 indbyggere  (2025) nær primærrute 52 mellem Silkeborg og Horsens i Midtjylland, få kilometer vest for nabobyen Salten.
Byen hører til Them Sogn, Silkeborg Kommune, Region Midtjylland.

## Historie
Them landsby bestod i 1682 af 6 gårde. Det samlede dyrkede areal udgorde 183,6 tønder land skyldsat til 29,55 tønder hartkorn. Dyrkningsformen var trevangsbrug. Them indgik i Skanderborg Rytterdistrikt og blev udskiftet i 1787.
Byen blev i 1879 beskrevet således: "Tem med Kirke, Præstegaard, Skole og Kro". Ved århundredeskiftet blev byen beskrevet således: "Tem, ved Landevejen, med Kirke, Præstegd., Skole og Forskole, Sparekasse (opr. 1883; 31/3 1900 var Spar. Tilgodeh. 47,876 Kr., Rentef. 3 3/4 pCt., Reservef. 3907 Kr., Antal af Konti 560), Andelsmejeri, Teglværk og Kro".
Først den 10. maj 1929 blev Horsens-Bryrup-banen forlænget til Silkeborg med station i Them. Them begyndte da at vokse: i 1930 havde stationsbyen 255 indbyggere, i 1935 328, i 1940 353, i 1945 384, i 1950 424, i 1955 401, i 1960 421 indbyggere og i 1965 468 indbyggere. I 1930, da byen havde 255 indbyggere, var sammensætningen efter erhverv: 46 levede af landbrug, 99 af industri og håndværk, 26 af handel, 18 af transport, 13 af immateriel virksomhed, 15 af husgerning, 38 var ude af erhverv og ingen havde ikke angivet oplysninger. Det lokale erhvervsliv bestod af mejeri, bageri, mølle, smedje, kro, hotel, foruden en skole. I dag er den nedlagte jernbane omlagt til Naturstien Horsens-Silkeborg, og den tidligere stationsbygning ligger fortsat på Smedebakken.
Them var tidligere hovedby i Them Kommune.

## Byen
Them har adskillige institutioner, bl.a. Frisholm Skole med knap 500 elever og klassetrin fra 0. til 9. klasse. Derudover findes en privat og to offentlige børnehaver, hvor den ene er en integreret institution, da her også er vuggestue. Der er et aktivt idrætsliv centreret omkring Them Hallerne hvor der er to idrætshaller, svømmehal og fitnesscenter. I Toftebjerg arrangeres mange foredrag samt kultur- og musikbegivenheder, ligesom der også er bibliotek foruden dets funktion som medborgerhus.
Midt i Them er der også samlet flere butikker, bl.a. to dagligvarebutikker, pizzeriaer, frisører, en cykelforhandler, et bogforlag med bogbutik og en blomsterbutik. Derudover har Kirkens Korshær en genbrugsbutik på 2200 m2, i lokaler som tidligere husede et møbelhus. Løvenholt, der i en årrække var højskole, samt Them Kirke ligger også midt i byen, ligesom der også er lægehus, tandlæge og plejehjem.
- Them Andelsmejeri
- Genbrugsbutikken
- Frisholm Skole
- Plejecentret Toftevang
- Den tidligere stationsbygning

## Erhverv
Foruden Them Andelsmejeri og Winther cykler er der ikke mange større virksomheder i selve Them by, da de fleste virksomheder med tilknytning til Them ligger i industriområdet Knudlund som ligger få kilometer øst for byen.
En af Silkeborg Kommunes genbrugspladser ligger på Ansøvej i Them.